# Sommer 85
Sommer 85 (Originaltitel Été 85, internationaler englischsprachiger Titel Summer of ’85) ist ein Filmdrama von François Ozon, das am 14. Juli 2020 in die französischen Kinos kam. Der Film basiert auf dem Roman Tanz auf meinem Grab von Aidan Chambers.

## Handlung
Der 16-jährige Gymnasiast Alexis wohnt seit zwei Jahren in einem kleinen Badeort an der Küste der Normandie. Er ist aus Gründen, die sich erst allmählich enthüllen, angeklagt und es droht ihm eine Gefängnisstrafe. Eine Sozialarbeiterin und sein Lehrer versuchen ihm zu helfen, doch Alex schweigt zunächst. Er erinnert sich an den vergangenen Sommer und die Umstände, die zu der Anklage führten.
An einem Tag im Frühsommer fährt Alex alleine mit einem Segelboot aufs Meer, gerät aber in ein Unwetter. Er wird von dem 18-jährigen David gerettet, und die beiden schließen binnen weniger Stunden Freundschaft. David verschafft Alex auch einen Ferienjob im Angelladen, den er seit dem Tod seines Vaters im Vorjahr gemeinsam mit seiner Mutter betreibt. Alex ist zwar ob der starken und schnellen Zuneigung von David etwas verunsichert, verliebt sich aber umso mehr in ihn. In den nächsten Wochen machen sie gemeinsame Unternehmungen, fahren mit Davids Motorrad, segeln mit dem Boot aufs Meer und besuchen Partys. Sie schlafen auch mehrmals miteinander. Alex ist verliebt wie noch nie, während der unstete David nach einigen Wochen auf Abenteuer und Veränderung aus ist.

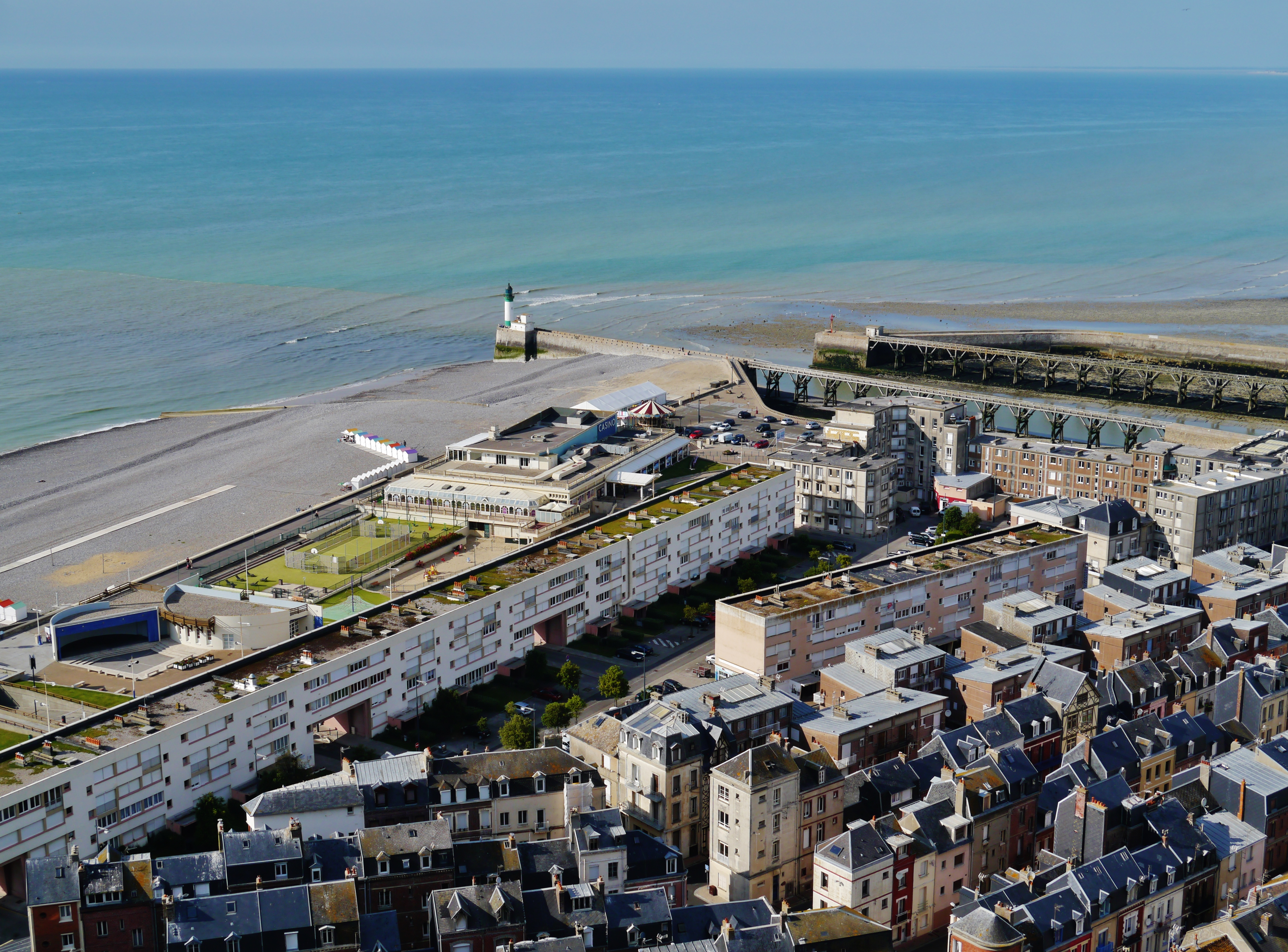
François Ozon verlegte Aidan Chambers' Geschichte in die Normandie. Gedreht wurde unter anderem in der nordfranzösischen Gemeinde Le Tréport

Für Alex unerwartet nimmt David das britische Au-Pair-Mädchen Kate mit auf Segeltour und übernachtet auch bei ihr. Es kommt zum Streit zwischen den jungen Männern; dabei wird deutlich, dass David auch an Frauen interessiert ist und sich vor allem nicht auf eine dauerhafte, ihm langweilig erscheinende Beziehung festlegen möchte. Alex flüchtet wutentbrannt aus dem Laden. Auf der Suche nach Alex kommt der rasant fahrende David bei einem Unfall mit seinem Motorrad ums Leben. Entsetzt nimmt Alex den Tod wahr, an dem ihm die Mutter von David auch noch die Schuld gibt. Der trauernde und von Schuldgefühlen geplagte Alex versucht Davids Leiche noch ein letztes Mal im Leichenschauhaus zu sehen. Das gelingt ihm auch mithilfe von Kate, die Alex verkleidet und vor dem Friedhofswärter als trauernde Freundin von David ausgibt.
Alex erfüllt eine Abmachung, die die beiden zu Lebzeiten geschlossen hatten, dabei Alex aber anfangs eher beiläufig erschienen war: Derjenige, der später stirbt, soll auf dem Grab des anderen tanzen. Alex begibt sich nachts auf den jüdischen Friedhof und tanzt zum Lied Sailing von Rod Stewart vom Walkman an Davids Grab, um das Versprechen zu erfüllen. Zwei Polizisten verhaften ihn und nun drohen ihm juristische Konsequenzen.
In der Rahmenhandlung des nonlinear erzählten Films vereinbart Alex mit seinem engagierten Lehrer, dass er die Gründe für seinen Tanz auf dem Grab niederschreibt. Nachdem seine Motive den Verantwortlichen klarer geworden sind, wird er nur zu Sozialstunden statt der befürchteten Jugendhaft verurteilt. Beim Ableisten der Sozialstunden lernt er Luc kennen, einen jungen Mann, dem David einst im betrunkenen Zustand von der Straße geholfen hatte. Die beiden gehen zusammen segeln.

## Literarische Vorlage

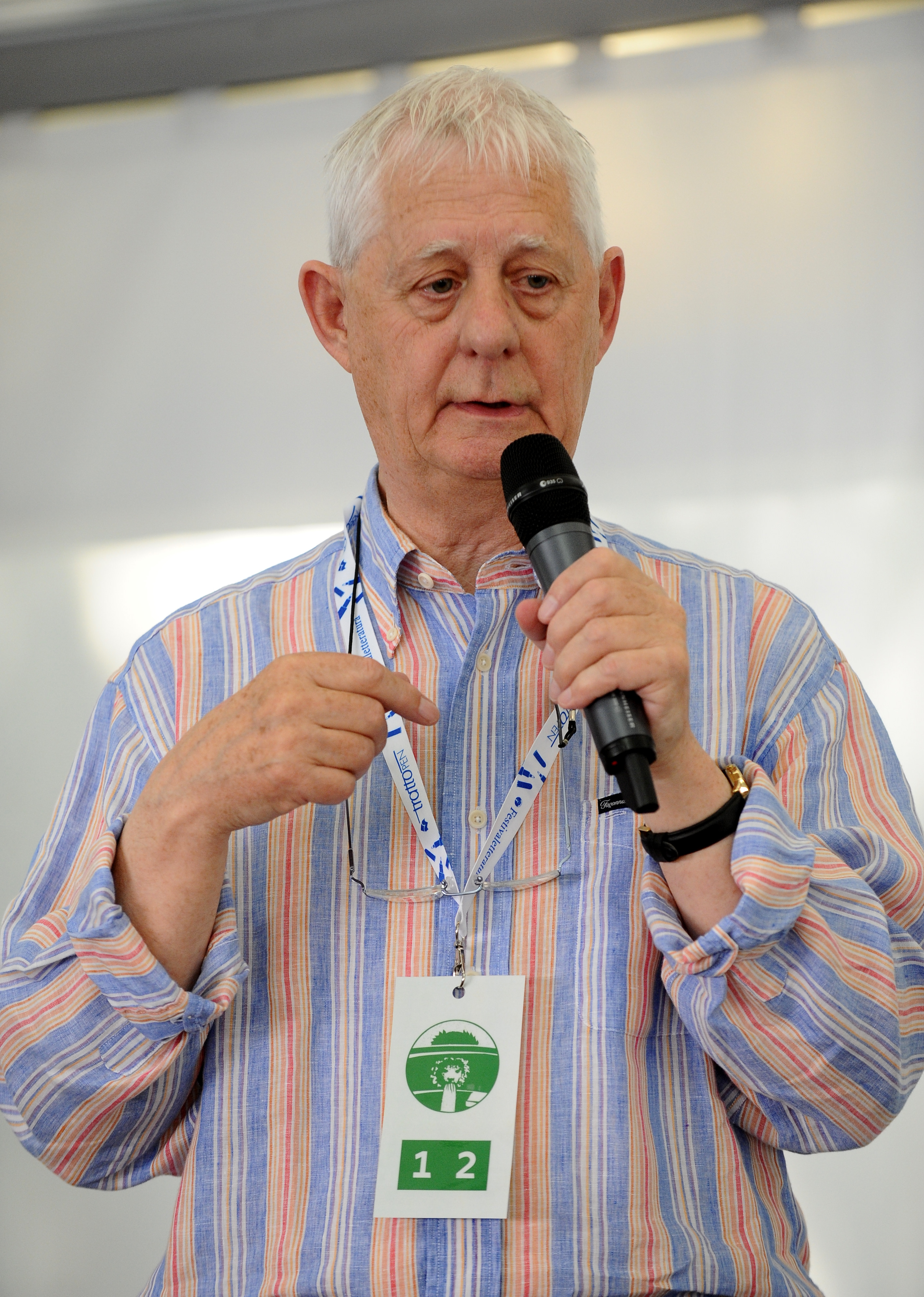
Der Film basiert auf dem Roman Dance On My Grave von Aidan Chambers

Der Film basiert auf dem Roman Dance On My Grave des britischen Schriftstellers Aidan Chambers aus dem Jahr 1982. Der Roman handelt von zwei Jungen, die sich während eines Sommers zu Beginn der 1980er Jahre in dem englischen Badeort Southend kennenlernen. Zu Beginn des Romans wird der 16-jährige Hal Robinson von der Polizei verhaftet, weil er auf einem Grab tanzt. Im Rückblick erzählt der Junge aus seiner Sicht, wie es dazu kam. Als er den 18-jährigen Barry Gorman kennenlernte, war er von dessen überschäumender Energie und dessen Selbstbewusstsein fasziniert. Der schüchterne Hal lässt sich von dem Energiebündel mitreißen und merkt gar nicht, dass er irgendwann den Punkt erreicht hat, von dem an er sich ein Leben ohne seinen Freund gar nicht mehr vorstellen kann. Doch dann kommt es zwischen den beiden zu einem entsetzlichen Streit. Sieben Wochen hat die Beziehung zwischen Barry und Hal gedauert, doch bevor wieder Gras über die Sache wachsen kann, verunglückt Barry tödlich mit seinem Motorrad. Weil er es seinem toten Freund versprochen hat, tanzt Hal auf dessen Grab. Der Roman wurde 1984 in einer deutschen Übersetzung von Cornelia Holfelder-von der Tann unter dem Titel Tanz auf meinem Grab im Würzburger Arena Verlag veröffentlicht.
Aidan Chambers wurde 1934 in Chester-le-Street im Nordosten Englands geboren und arbeitete, nachdem er 1960 in ein Kloster der Anglikanischen Kirche eingetreten war und Mönch wurde, weiterhin als Lehrer. 1967 verließ Chambers den Orden und lebt seitdem als freier Schriftsteller in der Grafschaft Gloucestershire. Nach seinem anfänglichen Schreiben für jüngere Leser, wandte er sich ab 1975 an junge Erwachsene und begann 1978 mit Breaktime seine preisgekrönte Dance-Reihe, in der jeder Roman eine eigenständige Geschichte von Jugendlichen erzählt. Chambers erhielt 2002 für sein Gesamtwerk die renommierte Hans-Christian-Andersen-Medaille.

## Produktion

### Regie und Drehbuch
Regie führte François Ozon, der auch das Drehbuch schrieb. Im Sommer 1985 hatte der damals 17-jährige Regisseur Chambers’ Roman in der französischen Ausgabe mit dem Titel La Danse du coucou gelesen und sich nach eigenen Aussagen stark mit Alex identifiziert, insbesondere wegen dessen Naivität und weil er gerade dabei war, romantische Gefühle zu erkunden. Der Roman habe ihn stark geprägt, weil die beiden Protagonisten im gleichen Alter waren.

Bei seiner Adaption veränderte Ozon jedoch gegenüber der Vorlage einiges, wie er es bereits als Jugendlicher nach dem Lesen des Buches geplant hatte. Während die Geschichte im Roman im englischen Seebad Southend-on-Sea spielt, wo Chambers drei Jahre lang die Westcliff High School besuchte und seinen ersten Job erhielt, wurde sie für den Film nach Le Tréport an der Küste der Normandie verlegt, da Ozon den französischen Badeort mit seinen roten Backsteinhäusern, seinem Kieselstrand und seiner nicht allzu renovierten Stadt als perfekt erachtete, die 1980er Jahre dort einzufangen. Das Au-pair, das im Buch Norwegerin ist, machte Ozon zur Engländerin.

### Besetzung und Dreharbeiten

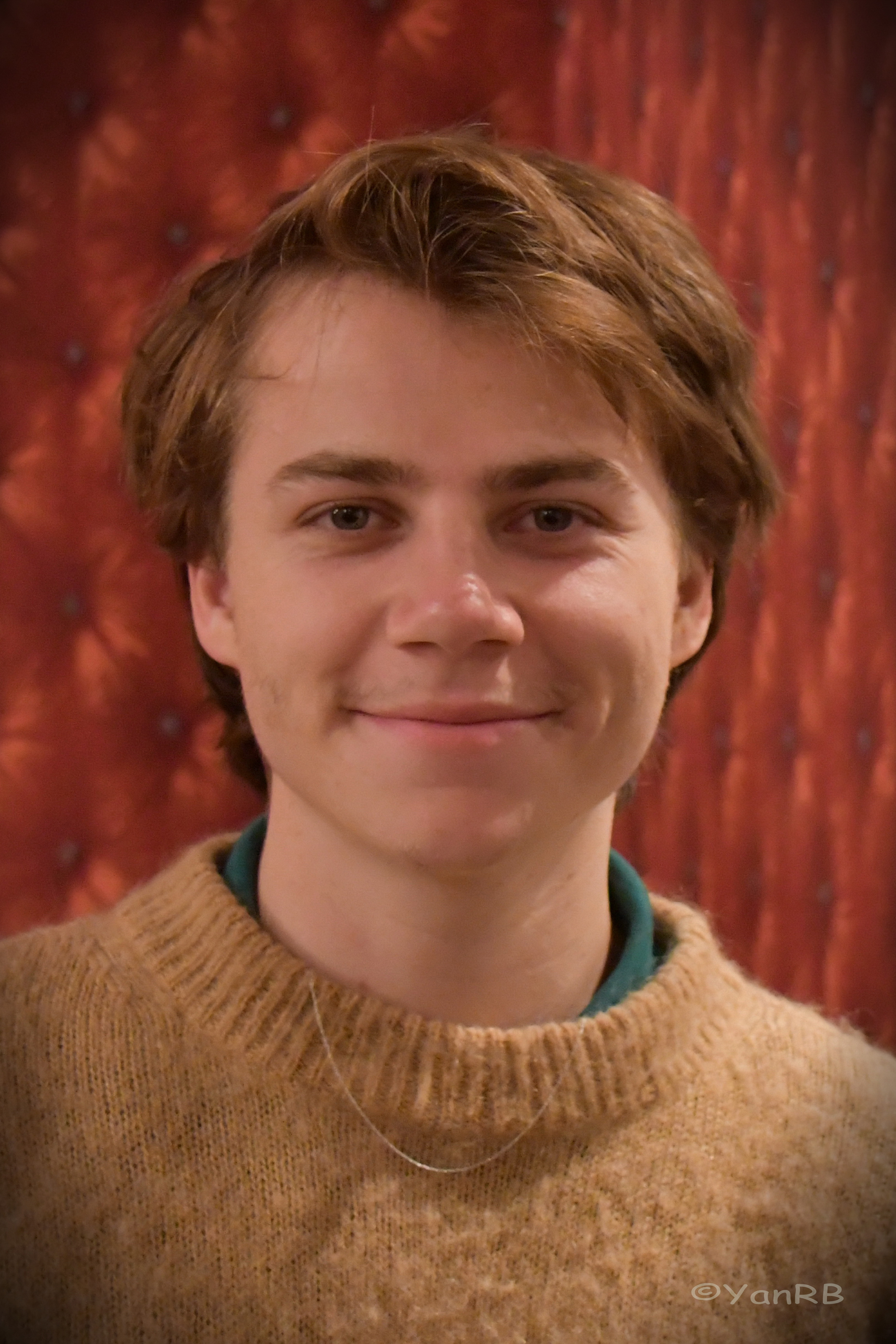
Félix Lefebvre spielt Alexis

Die Nachwuchsschauspieler Benjamin Voisin und Félix Lefebvre spielen in den Hauptrollen David und Alexis, kurz Alex genannt. Philippine Velge übernahm die Rolle von Kate. Isabelle Nanty und Laurent Fernandez spielen Alex’ Eltern Madame und Monsieur Robin, Valeria Bruni Tedeschi Davids Mutter Madame Gorman. Melvil Poupaud spielt Monsieur Lefèvre.
Die Aufnahmen entstanden an 22 Drehtagen zwischen 28. Mai bis 26. Juni 2019 in der Normandie, so in den nordfranzösischen Gemeinden Le Tréport und Yport und im ehemaligen Fischerdorf Pourville-sur-Mer. Als Kameramann fungierte der Belgier Hichame Alaouie. Der Film wurde unter dem Arbeitstitel Eté 84 gedreht.

### Synchronisation
Die deutsche Synchronfassung entstand bei der Neue Tonfilm München. Beate Klöckner schrieb das Dialogbuch und führte Regie.
| Rolle                    | Darsteller             | Synchronsprecher        |
| ------------------------ | ---------------------- | ----------------------- |
| Alexis „Alex“ Robin      | Félix Lefebvre         | Ben Hadad               |
| David Gorman             | Benjamin Voisin        | Patrick Baehr           |
| Kate                     | Philippine Velge       | Saskia Glück            |
| Madame Gorman            | Valeria Bruni Tedeschi | Anna Grisebach          |
| Monsieur Lefèvre, Lehrer | Melvil Poupaud         | Till Endemann           |
| Madame Robin             | Isabelle Nanty         | Bettina Redlich         |
| Monsieur Robin           | Laurent Fernandez      | Josef Vossenkuhl        |
| Sozialarbeiterin         | Aurore Broutin         | Elisabeth von Koch      |
| Bernard, Friedhofswärter | Bruno Lochet           | Gunnar Helm             |
| Luc                      | Yoann Zimmer           | Louis Friedemann Thiele |

### Filmmusik und Veröffentlichung
Die Filmmusik komponierte Jean-Benoît Dunckel. Im Juni 2020 wurde ein erstes Musikstück des Soundtrack-Albums veröffentlicht.
Anfang Juni 2020 wurde bekannt, dass sich Été 85 in der „offiziellen Selektion“, einer Auswahl von 56 Filmen der ursprünglich für Mai 2020 geplanten Filmfestspiele von Cannes befindet, die aufgrund der Coronavirus-Pandemie in ihrer gewohnten Form abgesagt wurden. Zu dieser Zeit wurde ein erster Teaser vorgestellt, der mit dem Stück In Between Days von The Cure unterlegt war. Der Film beginnt auch mit dem Song aus dem Jahr 1985, was dem im Film seinen letztlichen Titel gab. Ozon siedelte sein ursprünglich 1984 spielendes Drehbuch extra in das Jahr 1985 um, damit die Verwendung von In Between Days Sinn ergibt. Zudem sind im Film Songs von Raf (Self Control), Lloyd Cole and the Commotions (Forest Fire) und Bananarama (Cruel Summer) zu hören.
Das Soundtrack-Album mit 15 Musikstücken wurde Mitte Juli 2020 von Sony Masterworks als Download veröffentlicht. Darunter findet sich neben In Between Days auch das Lied Sailing von Rod Stewart, das im Film gespielt wird, als Alex das Versprechen an den verstorbenen David erfüllt.
Anfang Juli 2020 erfolgten erste Vorstellungen, so beim Festival La Rochelle Cinéma. Am 14. Juli 2020, dort der Nationalfeiertag zum Gedenken auf den Sturm auf die Bastille, kam der Film in die französischen Kinos. Im September 2020 erfolgte eine Vorstellung beim San Sebastian International Film Festival. Ebenfalls im September 2020 wurde er beim Toronto International Film Festival gezeigt. Ab Mitte Oktober 2020 wurde er beim Chicago International Film Festival vorgestellt, Ende Oktober bei der Viennale. Der Kinostart in Deutschland war zunächst am 27. Mai 2021 geplant, dieser wurde jedoch aufgrund des anhaltenden Lockdowns im Zuge der Corona-Pandemie auf den 8. Juli 2021 verlegt. Ebenfalls Anfang Juli 2021 wurde er beim Filmfest München gezeigt. Im November 2021 wurde der Film beim New Zealand International Film Festival vorgestellt. Im Herbst 2021 wurde er im Rahmen der SchulKinoWochen gezeigt, unter anderem in Berlin.

## Rezeption

### Altersfreigabe und Einsatz im Unterricht
In Deutschland ist der Film FSK 12. In der Freigabebegründung heißt es, Jugendliche ab diesem Alter seien problemlos fähig, der Handlung zu folgen und die dargestellten Konflikte und Emotionen angemessen einzuordnen und zu verarbeiten. Die kurzen Suizidgedanken von Alexis seien erkennbar ironisch inszeniert und weckten keine Befürchtung ernsthafter Absichten. Eine Vorbildwirkung könne daher bei Zuschauern ab 12 Jahren ausgeschlossen werden.
Auf der vom österreichischen Filmverleih Filmladen initiierten Website „Kino macht Schule“, die sich an Lehrerinnen und Lehrer richtet, die mit dem Medium Film im Unterricht vertiefend arbeiten wollen, werden Materialien und Bilder für Schulzwecke als Download angeboten.

### Kritiken
Der Film kam bei 81 Prozent der bei Rotten Tomatoes aufgeführten Kritiker gut an. Bei Metacritic erhielt der Film einen Metascore von 65 von 100 möglichen Punkten.

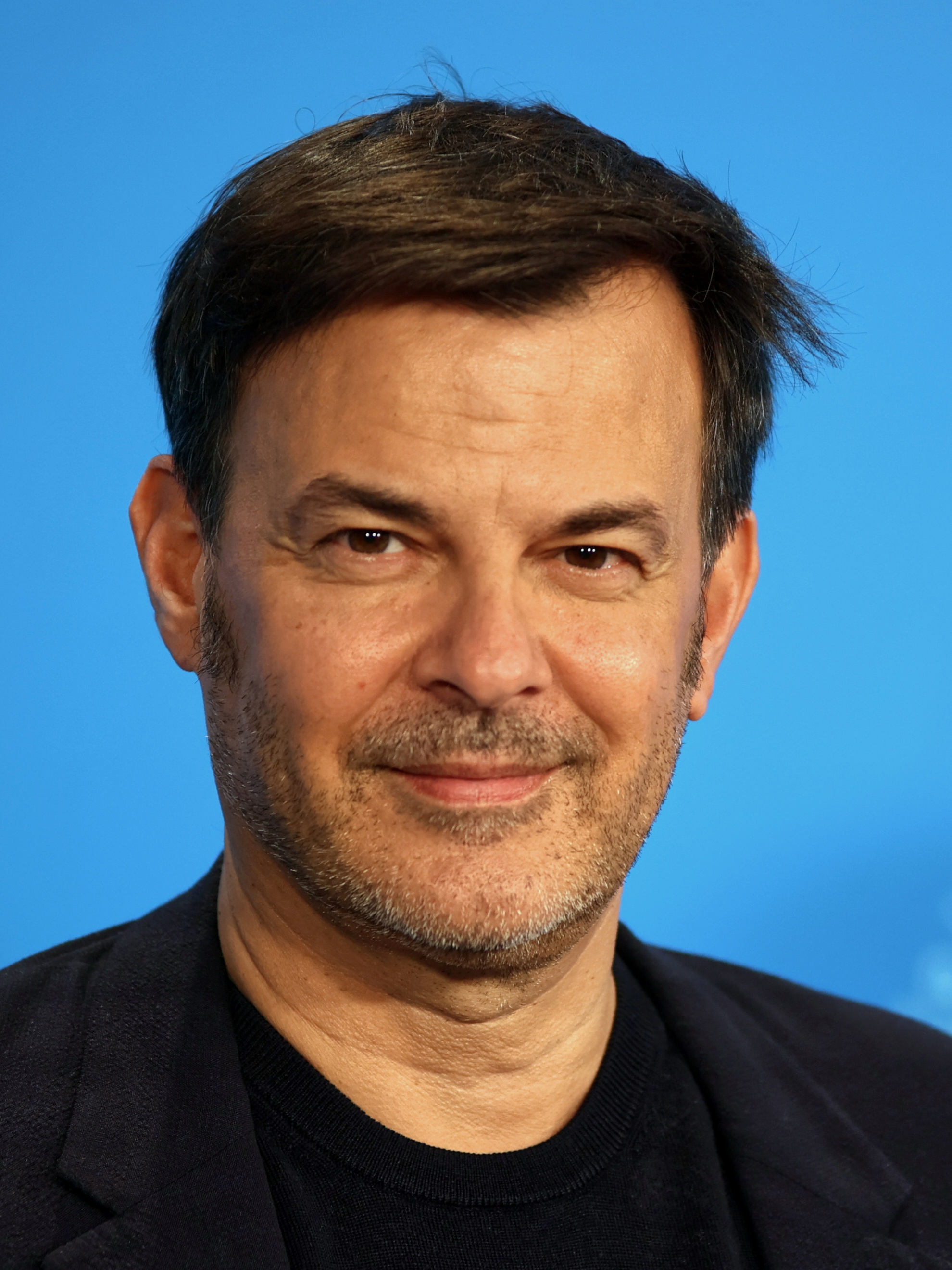
Regisseur François Ozon

Etienne Sorin von Le Figaro schreibt, Été 85 sei keine schwule Version von La Boum und François Ozon alles andere als ein sentimentaler Regisseur, wenn er Alexis gleich zu Beginn des Films in einem Voice-over mit sehr wenig Candy Pink verkünden lässt: „David Gorman betritt die Bühne. Er ist eine zukünftige Leiche.“
Gerhard Midding von epd Film schreibt, Ozon entfalte die Geschichte im unerbittlichen Wechsel zwischen Gegenwart und Rückblick, wie ein erzählerisches Puzzle, dessen Teile sich nach und nach zueinanderfügen. Einerseits folge er dabei einer Erzählstruktur, die der Regisseur aus dem Film noir kennt, der Beichte eines Todgeweihten, in diesen Rahmen bette er jedoch eine luftige Sommerromanze ein.

### Auszeichnungen
Im Folgenden eine Auswahl an Nominierungen und Auszeichnungen.
César 2021
- Nominierung als Bester Film
- Nominierung für die Beste Regie (François Ozon)
- Nominierung für das Beste adaptierte Drehbuch (François Ozon)
- Nominierung als Beste Nebendarstellerin (Valeria Bruni Tedeschi)
- Nominierung als Bester Nachwuchsdarsteller (Félix Lefebvre)
- Nominierung als Bester Nachwuchsdarsteller (Benjamin Voisin)

Chicago International Film Festival 2020
- Nominierung für den Gold-Q-Hugo im Out-Look-Competition[27]

Europäischer Filmpreis 2020
- Nominierung für die Beste Regie (François Ozon)[39]

Festa del Cinema di Roma 2020
- Auszeichnung mit dem Publikumspreis[40]

Filmfest München 2021
- Nominierung im Wettbewerb CineMasters

Prix Lumières 2021
- Nominierung als Bester Film (François Ozon)
- Nominierung für die Beste Regie (François Ozon)
- Auszeichnung für die Beste Kamera (Hichame Alaouie)
- Auszeichnung als Bester Nachwuchsdarsteller (Félix Lefebvre und Benjamin Voisin)

San Sebastian International Film Festival 2020
- Nominierung für die Goldene Muschel (François Ozon)[42]

Été 85 stand auf der Shortlist als Frankreichs Beitrag für die Oscarverleihung 2021 in der Kategorie Bester Internationaler Film eingereicht zu werden.